# Баобаб
Баобаб (Adansonia) са род растения от семейство Слезови (Malvaceae). Родът включва девет вида, шест от които са местни за Мадагаскар, два са местни за континенталната част на Африка и Арабския полуостров и един е местен за Австралия.

## Видове
- Adansonia digitata L.[2]
- Adansonia grandidieri Baill.
- Adansonia gregorii F.Muell.
- Adansonia kilima Pettigrew, et al.
- Adansonia madagascariensis Baill.
- Adansonia perrieri Capuron
- Adansonia rubrostipa Jum. & H.Perrier
- Adansonia suarezensis H.Perrier
- Adansonia za Baill.